# John Egan
John Egan, född 20 oktober 1992, är en irländsk fotbollsspelare som spelar för Burnley.

## Klubbkarriär
Den 19 juli 2018 värvades Egan av Sheffield United, där han skrev på ett fyraårskontrakt. I augusti 2020 förlängde Egan sitt kontrakt med fyra år.
I september 2024 skrev Egan på ett ettårskontrakt med Championship-klubben Burnley.

## Landslagskarriär
Egan debuterade för Irlands landslag den 28 mars 2017 i en 1–0-förlust mot Island.